# 3087 Beatrice Tinsley
3087 Beatrice Tinsley è un asteroide della fascia principale. Scoperto nel 1981, presenta un'orbita caratterizzata da un semiasse maggiore pari a 3,0819952 UA e da un'eccentricità di 0,1096594, inclinata di 19,80496° rispetto all'eclittica.
L'asteroide è dedicato all'omonima astronoma neozelandese.